# Concert de flûte de Frédéric le Grand à Sanssouci
Le Concert de flûte de Frédéric le Grand à Sanssouci ou Le Concert de flûte est une peinture d'histoire à l'huile sur toile de 142 × 205 cm réalisée par le peintre allemand Adolph von Menzel, laquelle est conservée à la Alte Nationalgalerie de Berlin. Il représente Frédéric II (roi de Prusse), dit Frédéric le Grand (1712-1786), jouant de la flûte solo lors d'un concert du soir que lui et des musiciens donnent devant des invités dans la salle de concert aux lumières festives de son palais de Sanssouci. 

## Contexte
Menzel est l'un des peintres réalistes les plus populaires et les plus importants du XIXe siècle ; il a été anobli sous le nom d'Adolph von Menzel en 1898. Ses œuvres constituent une source importante de la vie en Prusse à l'époque, en particulier de la vie de Frédéric le Grand. Sanssouci était le palais d'été de Frédéric à Potsdam, près de Berlin.
Menzel peint le tableau entre 1850 et 1852. Frédéric le Grand, qui composait lui-même des sonates pour flûte et était connu pour son excellent jeu de flûte traversière, jouait souvent ses compositions dans l'heure précédant le dîner à ses parents, amis et serviteurs. Menzel dépeint une telle scène fictive dans laquelle le monarque se tient devant les musiciens assis à droite du pupitre, jouant de la flûte dans la salle de musique éclairée à la lueur des bougies de nombreux lustres, tandis que des invités en tenue de fête écoutent à sa gauche et derrière lui. Menzel dévoile également les différents degrés d'attention de chacun des auditeurs.
L'artiste a fait de nombreuses études pour sa peinture, tant pour le mobilier, le pupitre et l'architecture, que pour les vêtements et les postures des personnages. La pièce, encore visible aujourd'hui à Sanssouci telle que Menzel l'a peinte, apparaît plus grande dans le tableau qu'en réalité. En tant que peintre réaliste, Menzel a essayé de dépeindre l'atmosphère rococo du décor à travers la lumière des bougies, le mobilier élégant et les costumes utilisés. Lorsqu'il représente le personnage principal, il s'oriente vers les portraits du XVIIIe siècle, qui montrent le jeune roi de Prusse de manière idéalisée. Selon ses propres mots, Menzel n'est pas tellement intéressé par la représentation des personnages qui figurent dans sa peinture, mais principalement par le rendu de l'éclairage avec les nombreuses bougies. Il aurait avoué à un visiteur qu'il « n'avait en fait peint le tableau qu'à cause du lustre ».

## Description
Au centre du tableau se trouvent Frédéric le Grand tenant la flûte et devant lui, le pupitre, tous deux éclairés par deux bougies. Le roi porte une perruque tressée, une veste longue ouverte bleu de Prusse bordée de rouge et des bottes de soldat. Il est accompagné d'un homme au clavecin et d'un groupe d'instruments à cordes. À l'exception du claveciniste et du violoncelliste, tous les hommes présents, y compris ceux du public, restent debout pour rendre hommage au roi.
Le tableau est divisé en deux moitiés distinctes, séparées par le pupitre de musique de Frédéric, qui est placé au centre du tableau, avec huit personnes dans chacune des deux moitiés, cinq debout et trois assises.
Sur la droite de l'image se tient un auditeur âgé, ne faisant pas face au roi mais regardant le sol. Il s'agit du professeur de flûte de Frédéric le Grand, Johann Joachim Quantz, qui semble se concentrer totalement sur la musique. Son comportement est paternel, bien qu'il ne montre pas totalement son respect au roi car il s'appuie distraitement contre un tableau plus grand accroché au mur à droite. Le musicien avec le violon à l'extrême droite est le premier violon Franz Benda.
Les auditeurs sur le côté gauche du tableau peuvent également être clairement identifiés. Menzel a révélé leurs noms dans l'une de ses études préliminaires. Le gros homme avec la perruque à l'ancienne est le comte Gustav Adolf von Gotter, un bon vivant décrit par ses contemporains comme ennuyeux, mais un des favoris du roi qui a toujours su en profiter. Légèrement décalé derrière lui se tient Jakob Friedrich Freiherr von Bielfeld, franc-maçon allemand, écrivain politique et littéraire, au visage à l'expression extatique. Il fait partie des admirateurs de Frédéric le Grand qui assistent à ses concerts, mais pas seulement pour l'honneur d'y être invité. Le mathématicien et géographe Pierre Louis Moreau de Maupertuis, en revanche, regarde le plafond avec ennui. Il fait partie des invités qui semblent moins intéressés par la musique. Au fond du tableau, la sœur préférée de Frédéric le Grand, Wilhelmine de Bayreuth, est assise sur un canapé capitonné rouge.

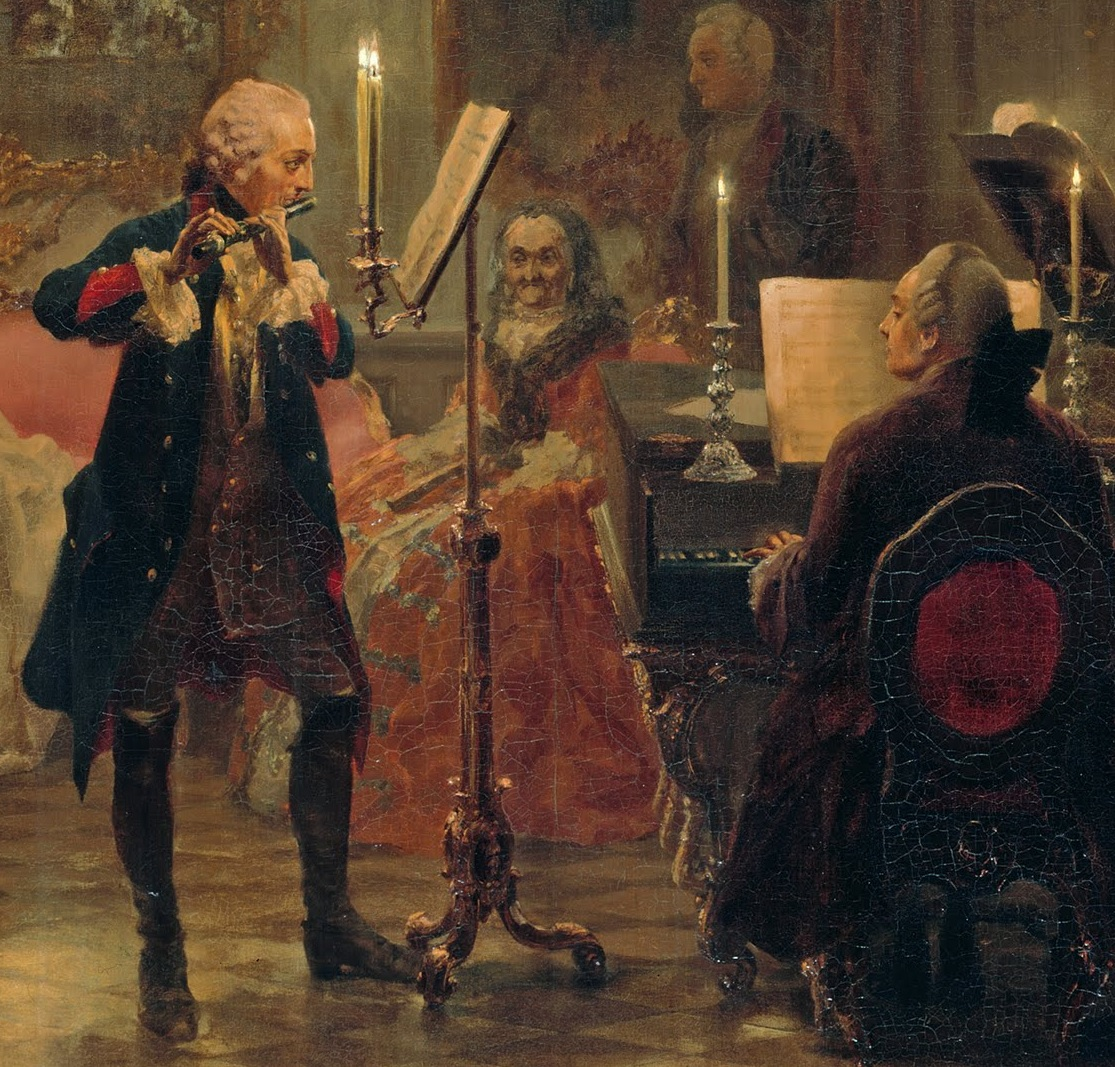
(Détail) : Frédéric II de Prusse, le roi-musicien, avec son fidèle accompagnateur au clavecin et organiste Carl Philipp Emanuel Bach. Au second plan, la Comtesse, vieille amie intime du souverain.

Carl Philipp Emanuel Bach, le fils de Jean-Sébastien Bach, est au clavecin. Il a été au service du roi pendant 28 ans. Le tableau montre, cependant, qu'il n'accorde pas une grande importance aux compétences musicales de son employeur. Bien qu'il tourne son visage vers le joueur de flûte et semble attendre son signal, un examen plus attentif révèle que ses paupières sont à moitié fermées et que son expression est blasée et presque dédaigneuse[réf. souhaitée].
La vieille dame assise derrière le pupitre au centre de l'image est la comtesse Camas. La plus jeune sœur de Frédéric, Anne-Amélie de Prusse, qui, à l'instar du monarque, compose des morceaux de musique, et une dame d'honneur sont assises dans le public à droite de Wilhelmine et derrière le roi de Prusse. Derrière les princesses se tient le directeur musical de la cour Carl Heinrich Graun. L'homme à l'arrière-plan est Egmont Graf von Chasôt, officier prussien et commandant de la ville hanséatique de Lübeck, l'ami de Frédéric.

## Postérité
Dans le film Une offrande musicale, qui se déroule en 1747, le tableau est disposé en arrière-plan alors que Frédéric se déplace du palais de la ville de Potsdam à Sanssouci.